# Renaida Braun
Renaida Kebyera Braun, även känd under artistnamnet Renaida, född 14 augusti 1997 i Tanzania och uppvuxen i Nyköping, är en svensk sångare, musikalartist och skådespelare.

## Biografi
Renaida Braun deltog i musikprogrammet Idol 2016, där hon slutade på en sjätteplats. År 2017 medverkande hon i musikalen Äventyret Aladdin.
Hon tävlade i den första deltävlingen av Melodifestivalen 2018 med låten "All the Feels" och tog sig där via Andra chansen till final och hamnade på nionde plats. Under våren 2019 deltog hon i Stjärnornas stjärna, där hon hamnade på fjärde plats.
Hon är yngre syster till skådespelaren Erica Braun.
I oktober 2019 meddelade Renaida att hon har diagnostiserats med cancer.
Renaida spelar en av huvudrollerna i dramaserien Fejk som hade premiär i februari 2023 på SVT Play.  Hon är en av deltagarna i Let's Dance 2023.

## Diskografi

### Singlar
- 2018 – "All The Feels" (#17 på Sverigetopplistan[9][10])
- 2018 – "Loco Notion"
- 2018 – "Waste My Time"
- 2019 – "I Like It"
- 2020 - "Ett andetag i taget"
- 2020 - "Dansant ångestattack"
- 2021 - "D-vitamin"

## Filmografi
- 2006 – Säg att du älskar mig – Keisha
- 2022 – The Playlist (TV-serie) – Ronda (ett avsnitt)
- 2023 – Fejk (TV-serie) – Marie Costas
- 2023 – Smartare än en femteklassare (TV-serie) – Sig själv